# Luigi Leone (calciatore)
Luigi Leone (Villaromagnano, 16 novembre 1911 – Russia, 17 dicembre 1942) è stato un calciatore italiano, di ruolo attaccante.

## Carriera
Ha esordito in Serie A con la maglia della Pro Patria il 24 novembre 1929 in Pro Patria-Livorno (5-0).
Ha giocato in massima serie anche con le maglie di Casale e Palermo.